# Gatow (Schwedt)
Gatow è una frazione della città tedesca di Schwedt/Oder.

## Storia
Già comune autonomo, nel 1993 Gatow venne aggregato alla città di Schwedt/Oder.